# チョイ住み
『チョイ住み』（ちょいすみ）は、2015年3月からNHK BSプレミアムで不定期に放送されている紀行番組。
各回の正式タイトルは『チョイ住み in ○○○』となり、「○○○」の部分には各回の滞在先の都市名もしくは国名が入る。

## 概要
「その国にちょっとだけ住んでみる」をコンセプトに制作された紀行番組。
各話毎に二人の旅人が世界の街に引っ越したかのように暮らし、地元の人ならではの街の楽しみ方などを紹介する。
近所の商店街での食材と日用品の買い出しや自炊の様子、共同生活を送る二人の会話など日常生活の場面も映し出されており、ドキュメンタリー的な要素も盛り込まれている。

## スタッフ
- 制作統括:河瀬大作、湯澤克彦
- ディレクター:影嶋裕一

## 放送日程
| #      | 放送日    | 滞在先                          | 出演者                        |
| 2015年 | 2015年    | 2015年                          | 2015年                        |
| ------ | --------- | ------------------------------- | ----------------------------- |
| 1      | 03月14日  | パリ フランス                   | 武井義明、千葉雄大            |
| 2      | 06月27日  | ロンドン イギリス               | 成田凌、辻仁成                |
| 3      | 09月26日  | フィレンツェ イタリア           | 渡部秀、斉藤辰夫              |
| 4      | 12月30日  | ニューヨーク アメリカ合衆国     | 中本ルリ子、浅田舞            |
| 2016年 |           |                                 |                               |
| 5      | 04月30日  | 台北 台湾                       | 亀田興毅、藤井フミヤ          |
| 6      | 07月21日  | ハバナ キューバ                 | 野村周平、土井善晴            |
| 7      | 09月03日  | ハノイ ベトナム                 | 清水宏保、浅香航大            |
| 8      | 10月29日  | リスボン ポルトガル             | 小川直也、竹内涼真            |
| 9      | 12月24日  | ヘルシンキ フィンランド         | 中嶋貞治、葉山奨之            |
| 2017年 |           |                                 |                               |
| 10     | 03月04日  | 釜山 韓国                       | 立川談笑、中村蒼              |
| 11     | 07月01日  | 香港                            | 南明奈、はあちゅう            |
| 12     | 09月02日  | クアラルンプール マレーシア     | 浜田陽子、チョーヒカル        |
| 13     | 11月04日  | サンフランシスコ アメリカ合衆国 | 具志堅用高、古川雄輝          |
| 14     | 12月02日  | アテネ ギリシャ                 | 佐々木健介、桐山漣            |
| 2018年 |           |                                 |                               |
| 15     | 02月24日  | バンコク タイ                   | 増子直純、白石隼也            |
| 16     | 03月03日  | プラハ チェコ                   | 伊藤一朗、佐藤寛太            |
| 2020年 |           |                                 |                               |
| 17     | 05月16日  | バルセロナ スペイン             | 杉野遥亮、蝶野正洋            |
| 2021年 |           |                                 |                               |
| 18     | 05月25日  | 秋山郷 日本                     | ダイアモンド☆ユカイ、堀井新太 |
| 2023年 |           |                                 |                               |
| 19     | 03月18日  | ナポリ イタリア                 | 大久保嘉人、金子大地          |
| 20     | 011月25日 | マルセイユ フランス             | 渡部陽一、日向亘              |